# Concerto-fantasia para piano e orquestra (Tchaikovski)
O Concerto-fantasia para piano e orquestra  (Концертная фантазия, em russo) em Sol maior, op. 56, foi escrito pelo compositor Piotr Ilitch Tchaikovski entre abril e setembro de 1884.
Teve sua estreia em Moscou, Rússia, dia 6 de março de 1885, regida por Max Erdmannsdörfer e com Sergei Taneyev no piano. Tchaikovski dedicou seu concerto-fantasia a Sophie Menter (ex-Annette Esipova).
Tchaikovski também escreveu um arranjo para dois pianos em setembro de 1884.

## Movimentos
1. Quasi Rondo — Andante mosso
2. Contrastes — Andante cantabile – Molto vivace

## Instrumentação

### Solista
- Piano

### Madeiras
- 3 flautas
- 2 oboés
- 2 clarinetes (em Lá)
- 2 fagotes

### Metais
- 4 trompas (em Fá)
- 2 trompetes (em Ré)
- 3 trombones

### Percussão
- Tímpano
- Metalofone (Glockenspiel)
- Pandeiro

### Cordas
- Violinos I
- Violinos II
- Violas
- Violoncelos
- Contrabaixos

## Duração
O Concerto-fantasia para piano e orquestra dura aproximadamente 35 minutos.